# Cordae
Cordae Dunston (Raleigh, 26 de agosto de 1997), mais conhecido como Cordae, é um rapper norte-americano.